# ویکسبرگ، شهرستان یونیون، پنسیلوانیا
ویکسبرگ (به انگلیسی: Vicksburg) یک منطقهٔ مسکونی در ایالات متحده آمریکا است که در شهرستان یونیون، پنسیلوانیا واقع شده‌است. ویکسبرگ ۲۶۱ نفر جمعیت دارد.